# Tir als Jocs Olímpics d'Estiu de 1924 - Pistola lliure, 25 metres
La competició de pistola lliure, 25 metres va ser una de les deu proves del programa de Tir dels Jocs Olímpics de París de 1924. Es disputà el 28 de juny de 1924 i hi van prendre part 55 tiradors procedents de 17 nacions diferents.

## Medallistes
| Or                 | Plata                  | Bronze                  |
| Henry Bailey (USA) | Vilhelm Carlberg (SWE) | Lennart Hannelius (FIN) |

## Resultats
Es va permetre un màxim de quatre competidors per nació. 18 tirs dividits en 3 sèries de 6 tirs cadascun. Els objectius apareixen durant 10 segons. Els resultats exactes de les eliminacions són desconegudes excepte l'ordre d'eliminació. Es van necessitar fins a set desempats per determinar el medallista d'or.
| Pos. | Tirador                          | Punts   |
| ---- | -------------------------------- | ------- |
| 1    | Henry Bailey (USA)               | 54 (60) |
| 2    | Vilhelm Carlberg (SWE)           | 54 (58) |
| 3    | Lennart Hannelius (FIN)          | 42      |
| 4    | Lorenzo Amaya (ARG)              | 36      |
| 5    | Matías Osinalde (ARG)            | 30      |
| 6    | Arnaud de Castelbajac (FRA)      | 24      |
| 7    | Unio Sarlin (FIN)                | 24      |
| 8    | Einar Liberg (NOR)               | 24      |
| 9    | André de Schonen (FRA)           | 17      |
| 9    | Bernard Betke (USA)              | 17      |
| 9    | William Frazer (USA)             | 17      |
| 9    | William Whaling (USA)            | 17      |
| 9    | Charles Bounton (GBR)            | 17      |
| 9    | Marian Borzemski (POL)           | 17      |
| 9    | Eric Carlberg (SWE)              | 17      |
| 9    | António Martins (POR)            | 17      |
| 9    | Francisco Mendonça (POR)         | 17      |
| 9    | Manuel Solís (MEX)               | 17      |
| 9    | Krikor Agathon (EGY)             | 17      |
| 9    | Jean Theslöf (FIN)               | 17      |
| 21   | Charles Riotteau (FRA)           | 16      |
| 21   | Charles Mackie (GBR)             | 16      |
| 21   | Jalo Autonen (FIN)               | 16      |
| 21   | Víctor Bigand (ARG)              | 16      |
| 21   | François Marits (NED)            | 16      |
| 21   | Georges de Crequi-Montfort (FRA) | 16      |
| 21   | Stanisław Kowalczewski (POL)     | 16      |
| 21   | Walerian Maryański (POL)         | 16      |
| 21   | Alexandros Theofilakis (GRE)     | 16      |
| 30   | Sten Forselius (SWE)             | 15      |
| 30   | Rezső Velez (HUN)                | 15      |
| 30   | António Montez (POR)             | 15      |
| 30   | Teodoro Hernández (MEX)          | 15      |
| 30   | Dingenis de Wilde (NED)          | 15      |
| 30   | Sikke Bruinsma (NED)             | 15      |
| 30   | Carlos Balestrini (ARG)          | 15      |
| 37   | Emilio Piersantelli (ITA)        | 14      |
| 37   | Geórgios Moraitinis (GRE)        | 14      |
| 37   | Emil Werner (TCH)                | 14      |
| 40   | Peter Griffiths (GBR)            | 13      |
| 40   | Victor Robert (BEL)              | 13      |
| 40   | François Lafortune (BEL)         | 13      |
| 40   | Ioannis Theofilakis (GRE)        | 13      |
| 40   | António Ferreira (POR)           | 13      |
| 40   | Jan van Balkum (NED)             | 13      |
| 40   | Josef Pavlík (TCH)               | 13      |
| 47   | Elemér Takács (HUN)              | 12      |
| 47   | Bolesław Gościewicz (POL)        | 12      |
| 47   | Jaroslav Mach (TCH)              | 12      |
| 50   | Jacques Thuriaux (BEL)           | 11      |
| 51   | Giovanni Scarella (ITA)          | 8       |
| 51   | Paul Van Asbroeck (BEL)          | 8       |
| 53   | Sándor Prokopp (HUN)             | 7       |
| 53   | Georgios Vafeiadis (GRE)         | 7       |
| 53   | Josef Kruz (TCH)                 | 7       |